# Château des Garennes
Le château des Garennes est un édifice situé à Verneuil-en-Bourbonnais, en France.

## Localisation
Le château est situé sur le territoire de la commune de Verneuil-en-Bourbonnais, dans le département de l'Allier, en région Auvergne-Rhône-Alpes.

## Description
Le château est, à l'origine, une forteresse flanquée de tours rondes aux angles et ceinturée de douves. 
Le corps de logis principal est bordé au sud par une cour délimitée par deux ailes de communs, il était entouré de fossés qui furent comblés. Il présente un plan rectangulaire flanqué aux angles de la façade ouest de deux tours rondes.
Au XIXe siècle, la tour nord ouest est transformée en chapelle, la tour sud-ouest est utilisée comme pigeonnier[source insuffisante].

## Historique
De 1750 à la Révolution, il est le siège d'une justice.